# Hai người bạn chuối mặc Pyjamas
Hai người bạn chuối mặc Pyjamas (tên tiếng Anh:Bananas in pyjamas) là một bộ phim hoạt hình của  hãng abc sản xuất tại Úc vào năm 2007 kể về cuộc đời của hai người bạn chuối sống ở đại lộ Cuddle cùng với ba bạn Gấu và anh Chuột đội mũ. Đây là một bộ phim dành cho trẻ em.
Các nhân vật thường hay nói các câu nói như: Bạn có nghĩ giống tôi không hay Mình là anh chuột thông minh. Câu nói đó là của hai anh chuối và anh chuột đội mũ.

## Cốt truyện
Hai người bạn chuối sống tại Đại lộ Cuddle cùng với những người bạn và các con vật. Nhà hai anh chuối sống tại bờ biển, gần nhà của ba bạn gấu. Nhà anh chuột nằm trong vùng ngoại ô và anh là người chủ cửa hàng tạp hóa tổng hợp ở trên phố. Ngày nào cũng vậy hai anh chuối thường ra bãi biển nhặt rác lên và dọn dẹp nhà cửa. Anh chuột luôn đi lại bằng chiếc ô tô khi giao hàng cho ai đó. Họ sống rất vui vẻ cho đến ngày họ nói lời chia tay nhau.

## Nhân vật chính
Chuối 1
- Duncan Wass (1992-1993)
- Ken Radley (1993-2000)

Chuối 2
- Nicholas Opolski

Amy
- Sandie Lillingston (1992-1993)
- Mary-Anne Henshaw (1993-2000)

Lulu
- Taylor Owynns

Morgan
- Jeremy Scrivener

Narrator
- Karina Kelly

## Nhân vật phụ
Shane McNamara
- Chuột đội mũ (1994-2000)

Emma de Vries
- Maggie the Magpie (1994-2000)
- Tolstoy the Tortoise (1994-2000)
- Farm Animals (2000)

David Collins
- Tolstoy's Wife (1999)
- Farm Animals (2000)

Mal Heap
- Kevin the Butterfly (1992-93)
- Farm Animals (2000)

## Các con vật
Ngoài các nhân vật trên ra, cảnh phim còn có cả những con thú là:gà, lợn, cừu, bò,... Chúng chỉ xuất hiện ở một vài tập chứ không phải ở tất cả các tập. Những con vật này tiếng kêu của chúng đều là tiếng kêu chủ yếu là của các loài thú có thật mà người ta lồng vào. Dưới đây là các con vật:
- [9] Bò Camembert (Taylor Sweeney)
- [10] Lợn Pedro (Jacob Matta)
- [11] Gà Gregory (Matthew Hudak)
- [12] Gà Peck (Mal Heap)
- [13] Cừu Dolly (Maura McGinley)
- [14] Cá Flash (Jacob Matta)
- [15] Rùa Tolstoy và Tomasina
- [16] Chim Maggie

## Tập phim
1. Bananas in pyjamas
2. Bananas in pyjamas holiday
3. Birthday of bananas
4. Bananas in pyjamas
5. Birthday of bananas-Monday
6. Birthday of bananas-Tuesday
7. Birthday of bananas-Wednesday
8. Birthday of bananas-Thirsday
9. Birthday of bananas-Friday
10. Lulu 's Tutu
11. Morgan's lettle
12. Monster-Bananas
13. Magic Grow
14. Broken Truck
15. Lulu's birthday

## Các câu nói dùng nhiều trong phim
- Ôi chán thật
- Bạn có nghĩ giống tôi không? Có đấy.
- Mình là anh chuột thông minh.

## Bài hát
- Hai anh chuối mặc Pyjamas (nhạc đầu phim)
- Hai anh chuối mặc Pyjamas (nhạc cuối phim và không lời)
- Twinkle twinkle little star (Hỡi ngôi sao nhỏ)